# Det Norske Akademis ordbok
Det Norske Akademis ordbok (kurz: NAOB) ist ein frei zugängliches, ständig aktualisiertes digitales Wörterbuch für gemäßigtes Bokmål und Riksmål. Es deckt die Schriftsprache von etwa 1800 bis zur Gegenwart ab und enthält mehr als 200.000 Einträge. Der tatsächliche Gebrauch der Wörter und Redewendungen wird mit Beispielen aus Belletristik, Sachbüchern und Zeitungstexten demonstriert. Das Wörterbuch wurde von der (privaten) Norwegischen Akademie für Sprache und Literatur initiiert und wird durch ein von ihr gegründetes Unternehmen betrieben. Die Finanzierung erfolgt durch das norwegische Kulturministerium sowie durch private Spender.
„NAOB ist sowohl für diejenigen nützlich, die mit dem Norwegischen vertraut sind, als auch für diejenigen, deren Muttersprache nicht Norwegisch ist.“

## Lexikalische Grundlagen
Grundlage und Vorläufer in gedruckter Form des NAOB war das Norsk Riksmålsordbok, das 1937–1957 in vier Bänden erschien und 1995 durch zwei Ergänzungsbände abgeschlossen wurde. An der erstmaligen Erstellung des Textkorpus waren 50 RedakteurInnen beteiligt.
Nur soweit die zeitgenössische Sprache dargestellt wird, ist das Wörterbuch auch normativ: Die redaktionelle Sprache ist gemäßigtes Bokmål, wie es vom Språkrådet ab 2005 standardisiert wurde, also jene „Form des Bokmål, die der Riksmål am nächsten kommt und in Bezug auf Wort- und Flexionsformen weitgehend mit den Riksmålsnormen identisch ist“. Gemäßigtes Bokmål ist maßgeblich für Form und Aussprache der Stichwörter, die Sprache der Definitionen und die Auswahl der nicht-literarischen Zitate.
Die Zitate zeigen die Wörter in ihrem tatsächlichen Gebrauch und öffnen „ein Fenster zur reichen norwegischen Literatur von Henrik Wergeland und Camilla Collett bis Vigdis Hjorth und Karl Ove Knausgård“. Die Beispiele stammen aus mehr als 7.000 Quellen, zeitlich von Johan Herman Wessel (1742–1785) bis Oliver Lovrenski (* 2003).

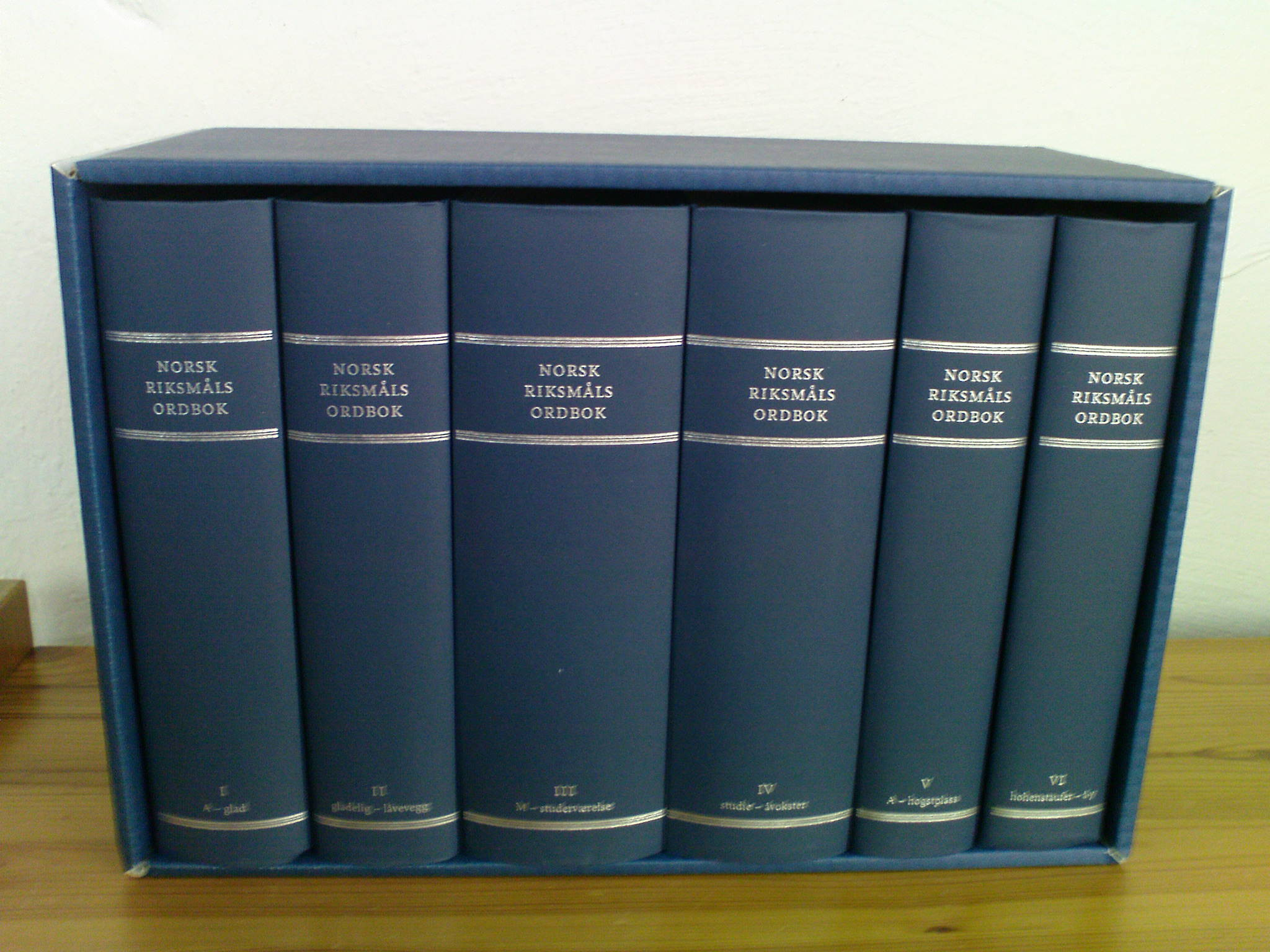
Norsk Riksmålsordbok, Vorläufer und Grundlage des NAOB, Ausgabe von 1983 und 1995

| Von  | Bis  | Anteil |
| ---- | ---- | ------ |
|      | 1860 | 04 %   |
| 1861 | 1880 | 10 %   |
| 1881 | 1900 | 11 %   |
| 1901 | 1920 | 19 %   |
| 1921 | 1940 | 06 %   |
| 1941 | 1960 | 05 %   |
| 1961 | 1980 | 05 %   |
| 1981 | 2000 | 16 %   |
| 2001 |      | 13 %   |

## Trivia
Die mehr als 200.000 Artikel des NAOB würden in gedruckter Form 12 Bände füllen.
Das Wörterbuch wurde am 21. Dezember 2017 online gestellt und am 24. Januar 2018 in einer öffentlichen Veranstaltung mit der Kulturministerin Trine Skei Grande und dem Akademie-Präsidenten Nils Heyerdahl vorgestellt.